# Laos nos Jogos Olímpicos de Verão da Juventude de 2010
O Laos participou dos Jogos Olímpicos de Verão da Juventude de 2010 em Singapura. Sua delegação foi composta de três atletas que competiram em igual número de esportes esportes.

## Atletismo
| Evento          | Atleta                 | Qualificação | Qualificação | Final     | Final        |
| Evento          | Atleta                 | Resultado    | Posição      | Resultado | Posição      |
| --------------- | ---------------------- | ------------ | ------------ | --------- | ------------ |
| 100 m masculino | Sitthideth Khanthavong | 12.11        | 31º (6º q4)  | 11.92     | 5º (Final D) |

## Badminton
| Atleta                 | Evento            | Fase de grupos | Fase de grupos                       | Fase de grupos                          | Fase de grupos                         | Fase de grupos | Quartas-de-final | Semifinais  | Final       | Pos. final  |
| Atleta                 | Evento            | Grupo          | 1ª rodada                            | 2ª rodada                               | 3ª rodada                              | Pos.           | Quartas-de-final | Semifinais  | Final       | Pos. final  |
| ---------------------- | ----------------- | -------------- | ------------------------------------ | --------------------------------------- | -------------------------------------- | -------------- | ---------------- | ----------- | ----------- | ----------- |
| Phetphanom Keophiachan | Simples masculino | C              | JAM Dennis Coke V 2-0 (21-16, 21-11) | FRA Lucas Claerbout D 0-2 (12-21, 8-21) | IND Prannoy Kumar D 0-2 (11-21, 12-21) | 3º             | Não avançou      | Não avançou | Não avançou | Não avançou |

## Natação
| Evento                | Atleta              | Qualificação | Qualificação | Semifinais  | Semifinais  | Final       | Final       |
| Evento                | Atleta              | Resultado    | Posição      | Resultado   | Posição     | Resultado   | Posição     |
| --------------------- | ------------------- | ------------ | ------------ | ----------- | ----------- | ----------- | ----------- |
| 50 m costas feminino  | Daoheuang Inthavong | 41.22        | 22º (7º q3)  | Não avançou | Não avançou | Não avançou | Não avançou |
| 100 m costas feminino | Daoheuang Inthavong | 1:29.89      | 36º (4º q1)  | Não avançou | Não avançou | Não avançou | Não avançou |